# ثيودور رينالدو
ثيودور رينالدو (بالإنجليزية: Theodore Rinaldo) هو قائد ديني وشخصية أعمال أمريكي، ولد في 11 مارس 1944، وتوفي في 13 فبراير 2000.